# پارک ورزشی بانک داگو
پارک ورزشی بانک داگو (به لاتین: DGB Daegu Bank Park) یک ورزشکاه فوتبال در کره جنوبی است که در منطقه بوک، دئگو واقع شده‌است.